# Jessica Day
Jessica « Jess » Day est un personnage de fiction et principal de la série télévisée américaine New Girl, diffusée sur la Fox,. Elle est interprétée par l'actrice Zooey Deschanel, et doublée en version française par Barbara Beretta,.

## Biographie fictive

### Histoire

#### Saison 1
Jessica Day vit une vie romantique avec Spencer, son amoureux. Mais en septembre 2011, Spencer trompe Jess avec une autre femme pendant son voyage. Elle rompt juste après l'avoir surpris avec une autre femme. Quelques semaines plus tard, elle emménage dans un loft avec trois garçons : Nicholas Miller, Schmidt et Coach puis Winston dès l'épisode 2. Très rapidement, elle se met en couple avec Paul Genzlinger, un enseignant et collègue de Jess, ce que Nick voit d'un mauvais œil. Elle se fait larguer rapidement le soir du réveillon de Noël par Paul après que Nick lui ait avoué que Jess ne ressent pas les mêmes sentiments pour lui qu'il n'en a pour Jess. Pendant la Saint-Valentin, Jess rencontre Oliver, un homme fraîchement séparé d'une femme qui vit encore avec lui, mais leur relation ne dure qu'un seul soir avant que Jess ait envie de coucher avec Schmidt. En mars 2012, Jess rencontre Russell avec qui elle aura une courte relation, le temps de quelques semaines. Elle rompt avec lui dans l'épisode 22, ce qu'elle aura du mal à encaisser.

#### Saison 2
Quelques mois après sa rupture avec Russell, Jess se met en couple avec Sam, un homme avec qui au départ elle n'éprouvera aucun sentiment mais par la suite en développera plus. Mais dans l'épisode 15, Jess se retrouve coincée avec Nick et doit l'embrasser pour sortir. Mais Nick l'embrasse finalement à la fin de l'épisode. Sam l'apprend assez rapidement et frappe Nick avant de rompre avec elle. Jess se rend compte dans les épisodes suivants qu'elle commence à avoir des sentiments pour Nick mais a du mal a le cacher. Elle reverra Russell et sa femme dans l'épisode 21 où elle a un dîner avec Nick, Russell constate qu'il y a de l'ambiguïté entre Nick et Jess. Dans l'épisode 23, Jess a un rendez-vous avec Teddy, le garçon avec lequel elle a perdu sa virginité au bal du lycée. Mais Nick, qui commence à ressentir des sentiments pour Jess, l'empêche de partir et les deux finissent par coucher ensemble. Le lendemain, Bob, le père de Jess, la retrouve. Cette dernière veut que Nick dissimule la relation qu'il a avec elle mais ce dernier finit par avouer. Dans le dernier épisode, lors du mariage de Cece et Shivrang, qui a fini par être annulé à cause d'une mauvaise blague de Winston, Schmidt et Nick venus les rejoindre, des sentiments que Cece éprouve toujours pour Schmidt et des sentiments de Shivrang auprès d'une femme, Jess et Nick décident de s'enfuir au Mexique.

#### Saison 3
Après le mariage raté de Cece et Shivrang, Jess et Nick veulent s'enfuir au Mexique. Mais arrivés sur une plage, Jess et Nick n'ont pas de bracelets qui signifie qu'ils ont le droit de rester dans cette plage. Nick prend le bracelet à un enfant et le donne à Jess, Nick se retrouvant sans bracelet tombe finalement en garde à vue. Il finit par être libéré grâce à Schmidt et Winston. Quelques jours plus tard, Jess, Nick et Cece et Schmidt, qui se sont remis ensemble, décident d'aller à un double rendez-vous. Mais très rapidement, Schmidt avoue à Nick qu'il est non seulement en couple avec Cece, mais qu'il est toujours avec Elisabeth. Nick le dit rapidement à Jess, cette dernière poussant Schmidt à aller avouer la vérité à Cece. Dans la soirée, Jess avoue tout a Cece, après que cette dernière ait frappé deux fois Nick, croyant aux bobards de Schmidt. Cece rompt avec Schmidt, triste. Ce dernier menace de séparer le couple Jess et Nick après que ces deux la lui ait "gâché la vie" avec sa rupture avec Cece et Elizabeth. Schmidt finit par déménager. Jess et Nick ont quelques petits problèmes dans leur couple, surtout depuis que Coach est revenu en ville après sa rupture avec une certaine Malia. Nick dira à Jess qu'elle n'est pas sa petite-amie, ce qui la blesse secrètement. Elle finira par rencontrer dans le même épisode Artie, un serveur qui flirte avec elle et qui veut coucher avec elle et Cece. Mais Nick intervient et le frappe accidentellement. Il déclare maintenant être le petit-copain de Jess. Dans l'épisode 12, Jess tentera un rapprochement avec Coach, le seul homme du loft qui n'a pas d'affinités avec elle. Elle sacrifiera son amour pour Nick avec son amitié pour Coach en soutenant l'équipe des Pistons, l'équipe préférée de Coach, ce qui créera des tensions avec Nick, qui est fan des Bulls, les rivaux des Pistons. Elle décidera avant tout de rester amie avec Coach sans pour autant soutenir son équipe, par respect pour Nick. Dans l'épisode 14, après que Jess et Cece ont été invitées à une fête de Prince, Nick lui dit "Je t'aime" que Jess renvoie par un signe de pistolet avec ses mains. Nick, pour éviter que Jess le quitte, s'incruste à la fête avec l'aide de Coach, Schmidt et Winston. Nick veut éviter la rupture, mais Jess, ayant culpabilisé de son geste, veut dire Je t'aime mais n'a pas le temps de finir sa phrase qu'elle tombe par terre. Plus tard, sous les conseils de Prince, elle finit par avouer ses sentiments pour Nick.

## Autour du personnage

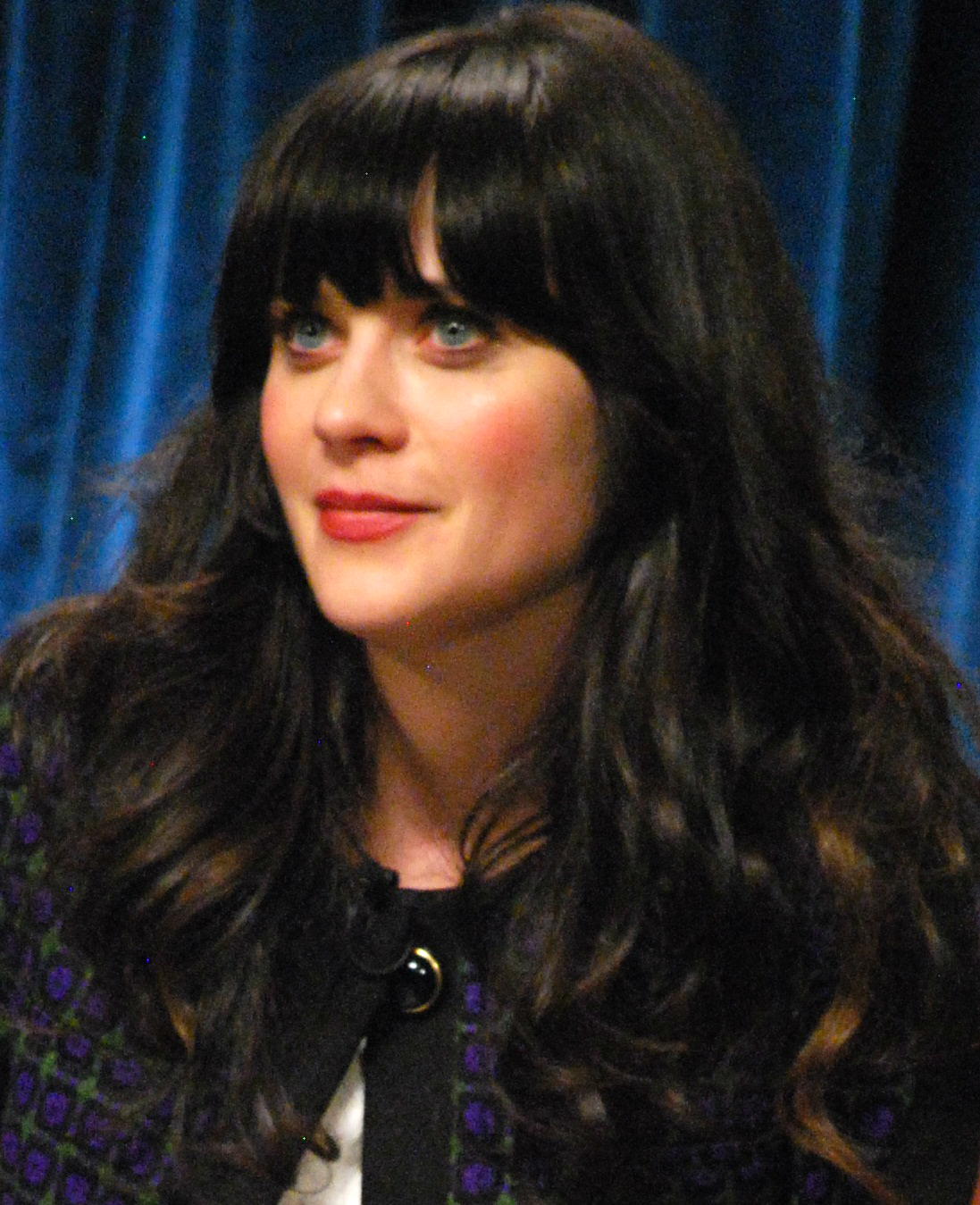
Actress Zooey Deschanel au PaleyFest 2012 pour New Girl.

Lors d'une interview, Zooey Deschanel a évoqué son personnage de la série. Elle a déclaré : « Je pense que Jess ressemble à une version plus jeune de moi-même. La façon dont sa personnalité est construite à quelques similitudes avec la mienne, surtout lors d'une partie de ma jeunesse. Elle me ressemble treize ans plus tôt. » Puis, elle ajoute : « Jess va explorer sa jeunesse perdue après avoir été larguée par son petit ami. Je dois alors fondamentalement retrouver une façon de vivre comme à mes 20 ans, alors que je suis plus proche de mes 30 ans. »

## Distinctions
En 2012, 2013 et 2014, Zooey Deschanel a eu trois nominations aux Golden Globes dans la catégorie : « meilleure performance par une actrice dans une série télévisée - comédie ou comédie musicale » et en mai 2014, une nomination aux Emmy Awards dans la catégorie : « meilleure actrice principale dans une série télévisée - comédie ».